# New Tattoo
New Tattoo – ósmy album studyjny amerykańskiej grupy heavymetalowej Mötley Crüe. Wydany został w 2000.

## Lista utworów
1. „Hell on High Heels” (Mick Mars, Vince Neil, Nikki Sixx) – 4:15
2. „Treat Me Like the Dog I Am” (Michael, Sixx) – 3:40
3. „New Tattoo” (Mars, James Michael, Sixx) – 4:18
4. „Dragstrip Superstar” (Michael, Sixx) – 4:22
5. „1st Band on the Moon” (Sixx) – 4:25
6. „She Needs Rock & Roll” (Michael, Sixx) – 3:59
7. „Punched in the Teeth by Love” (Randy Castillo, Mars, Neil, Sixx) – 3:32
8. „Hollywood Ending” (Michael, Sixx) – 3:43
9. „Fake” (Michael, Sixx) – 3:44
10. „Porno Star” (Sixx) – 3:45
11. „White Punks on Dope” (Michael Evans, Bill Spooner, Roger Steen) – 3:39

## Twórcy
- Vince Neil – wokal
- Mick Mars – gitara, wokal wspierający
- Nikki Sixx – gitara basowa, wokal wspierający
- Randy Castillo – perkusja
- Mike Clink – producent, inżynier, miksowanie
- Ed Thacker – inżynier, miksowanie
- Jon Krupp – asystent inżynier
- Billy Kinsley – asystent
- Susan McEowen – dyrektor artystyczny
- Jim Purdum – zdjęcia